# آکاکیا سیاه
آکاکیا سیاه (نام علمی: Acacia nigrescens) نام یک گونه از سرده آکاسیا است.